# Natriumthiopental
Natriumthiopental, ook wel natriumpentothal, thiopental of trapanal, is een snelwerkend kortwerkzaam barbituraat dat gebruikt wordt voor algehele anesthesie.  Sommige artsen gebruiken het ook als euthanaticum om een persoon in coma te brengen.  Hiertoe overdoseren zij het middel (20 mg/kg).
Thiopental (merknamen: Pentothal en Nesdonal) is een intraveneus anestheticum.
De stof is opgenomen in de lijst van essentiële geneesmiddelen van de WHO.

## Algemeen
Natriumthiopental is een lichtgeel poeder dat opgelost in water een heldere, gelige vloeistof geeft en gebruikt wordt voor het inslapen (inductie) bij de anesthesie. De inwerktijd is ongeveer 1 minuut. De duur is ongeveer 5 minuten door herverdeling in het lichaam. Natriumthiopental blijft echter langdurig - circa 24 tot 48 uur - in het lichaam aanwezig. Deze eigenschap maakt het ongeschikt voor het onderhouden van anesthesie middels een continue pomp. Na de inductie dient dus een ander anestheticum te worden gebruikt voor het onderhoud, bijvoorbeeld een dampvormig anestheticum. Het poeder heeft een knoflookachtige geur.

## Dosering
Voor de inductie van anesthesie is ongeveer 5 mg thiopental per kg lichaamsgewicht nodig. Bij oudere patiënten is minder nodig, bijvoorbeeld 3-4 mg/kg.

## Indicaties
Natriumthiopental wordt wereldwijd gebruikt. Het middel is minder geschikt voor ouderen en patiënten met een slecht hart- en vaatstelsel, COPD en/of astma. Pentothal is ook gebruikt als "waarheidsserum", bij de behandeling van concentratiekampsyndroom en bij euthanasie (euthanaticum). Bij insulten die therapieresistent zijn wordt soms een pentothalcoma geïnduceerd. Pentothal wordt ook gebruikt om de hersendruk (intracraniële druk, ICD) te verlagen.

## Bijwerkingen
Alle intraveneuze anesthetica hebben een effect op het cardiovasculaire systeem (bloeddrukdaling) en op het ademhalingsstelsel (ademhalingsdepressie, ademstilstand). Vanwege de bijwerkingen op bloedsomloop en het ademhalingsstelsel moet er altijd een deskundig medisch specialist (anesthesioloog) in de buurt zijn bij het gebruik van deze stof. Ernstige allergische reacties zijn beschreven.

## Specifiek
Een belangrijke bijwerking is het uitlokken van bronchospasme, met name bij patiënten met astma. Omdat de halveringstijd zo lang is kan het een langdurig suf gevoel geven. Sommige patiënten geven een knoflooksmaak aan in de mond na het inspuiten. Thiopental is schadelijk voor het onderhuidse weefsel indien het per ongeluk buiten het bloedvat terechtkomt. Door de hoge pH waarde van de oplossing geeft het een verzeping van het vetweefsel, waarna necrose op kan treden. Ook een accidentele injectie in een slagader kan desastreuze gevolgen hebben, waarbij vingers, de hand of zelfs een gehele arm kan afsterven.

## Farmacologie
Thiopental is een barbituraat, het is het zwavelanalogon van pentobarbital. De eliminatiehalveringstijd is 11,6 uur. De eiwitbinding is 80%. Het distributievolume is hoog. Metabolisme vindt met name plaats in de lever, maar gaat vrij traag.

## Trivia
- Natriumthiopental werd enige decennia geleden in thrillers in film- en boekvorm vaak opgevoerd als 'waarheidsserum'; het zou het mensen die ermee werden ingespoten onmogelijk maken te liegen. De naam werd vaak verkeerd opgegeven als (sodium)pentatol, of pentathol. Hoewel het vermoedelijk zo is dat iemand bij wie met natriumthiopental een bewustzijnverlaging wordt veroorzaakt minder weerstand tegen ondervraging zal hebben is het geen specifiek waarheidsserum, daar het bestaan van dergelijke verbindingen niet bewezen is. Bekentenissen verkregen onder dergelijke invloed zijn dan ook niet betrouwbaar.
- Op 8 december 2009 werd voor het eerst uitsluitend natriumthiopental gebruikt in de Verenigde Staten om de doodstraf uit te voeren. Kenneth Biros werd geëxecuteerd door een dodelijke injectie met het middel.[4] Europese overheden stelden hierna een exportverbod in naar de Verenigde Staten, waardoor men daar overschakelde op pentobarbital.[5]